# Isabel Clifton Cookson
Isabel Clifton Cookson (* 25. Dezember 1893 in Hawthorn, Victoria; † 1. Juli 1973) war eine australische Paläobotanikerin und Palynologin. Ihr offizielles botanisches Autorenkürzel lautet „Cookson“.

## Leben
Cookson studierte Botanik und Zoologie an der University of Melbourne mit dem Bachelor-Abschluss 1916 und war danach Demonstrator an der Universität. Damals studierte sie die Flora im Northern Territory. 1925/26 studierte sie am Imperial College in London und 1926/27 an der University of Manchester, wo ihre Zusammenarbeit mit W. H. Lang begann. Sie wandte sich nun der Paläobotanik zu, zunächst frühe Gefäßpflanzen im Silur und Devon, wobei sie viele Fossilien selbst in Victoria sammelte (bei Walhalla am Yarra River). Sie untersuchte aber auch Pflanzenfossilien in den Kohleschichten aus dem Miozän in Yallourn und zeigte, dass einige der Pflanzen noch heute in Australien vorkommen (wie Lagarostrobos franklinii). 1932 erhielt sie einen D. Sc. der Universität Melbourne, an der sie ab 1930 Lecturer war. Ab den 1940er Jahren wandte sie sich Mikropaläontologie und Palynologie zu, also dem Studium fossiler Pollen und Sporen sowie Phytoplankton, auch mit Anwendung in Paläogeographie und Ölexploration.  1949 übernahm sie eine Pollen-Forschungsgruppe des Council for Scientific and Industrial Research und 1952 wurde sie Research Fellow in Botanik. Auch nach ihrem Ruhestand 1959 blieb sie wissenschaftlich aktiv.
Die Botanical Society of America vergibt seit 1976 den Isabel Cookson Award für die beste Arbeit in Paläobotanik. Sie veröffentlichte 85 wissenschaftliche Arbeiten.
Die Pflanzengattung Cooksonia ist von W. H. Lang nach ihr benannt.
Sie war passionierte Pianistin, spielte Tennis und konnte in fortgeschrittenem Alter Reisen und Forschung teilweise durch geschickte Aktienspekulation finanzieren.